# Bye Bye Baby
Bye Bye Baby ist ein Popsong der amerikanischen Popsängerin Madonna. Er wurde am 15. November 1993 als sechste Single von ihrem fünften Studioalbum Erotica veröffentlicht.

## Liedtext
Der Text des Songs handelt von der Auflösung einer Beziehung. Die Sängerin will nicht länger bei ihrem Liebsten verweilen, da er sie seelisch verletzt zu haben scheint. Deshalb muss sie sich unter Tränen von ihm trennen. Am Schluss heißt es Bye bye Baby bye bye. Du kannst es vergessen, Baby, weil es das erste und das letzte Mal ist mich jemals weinen zu sehen.

## Veröffentlichung
Die Single wurde am 15. November 1993 nur in Australien, Neuseeland, Deutschland und Japan, während der Girlie Show Tour veröffentlicht. Madonna sang Bye Bye Baby live bei den MTV Video Music Awards im September 1993. Die Textzeile You've fucked it up wurde auf dem Album zensiert. Herb Ritts fotografierte Madonna auf dem Coverbild zur Single.
Als Musikvideo wurde der Auftritt bei den MTV Video Music Awards gezeigt.

## Chartplatzierungen
| ChartsChartplatzierungen | Höchstplatzierung | Wochen |
| ------------------------ | ----------------- | ------ |
| Schweiz (IFPI)           | 28 (4 Wo.)        | 4      |